# Liste der Naturdenkmale in Garbsen
Die Liste der Naturdenkmale in Garbsen nennt die Naturdenkmale in Garbsen in der Region Hannover in Niedersachsen. Die Aufgaben der unteren Naturschutzbehörde hat die Stadt Garbsen übernommen.

## Naturdenkmale
Im Gebiet der Stadt Garbsen sind 7 Naturdenkmale verzeichnet.
| Bild            | Bezeichnung                     | Ort, Lage                                           | Beschreibung | Schutzzweck | Nummer   |
| --------------- | ------------------------------- | --------------------------------------------------- | ------------ | ----------- | -------- |
| Fotos hochladen | Stieleiche                      | Heitlingen (52° 27′ 59,9″ N, 9° 37′ 4,5″ O)         |              |             | ND-H 018 |
| Fotos hochladen | Stieleiche                      | Altgarbsen (52° 24′ 51″ N, 9° 35′ 8,1″ O)           |              |             | ND-H 048 |
| Fotos hochladen | Findling „Fesselstein“          | Horst (52° 26′ 20,7″ N, 9° 32′ 43,3″ O)             |              |             | ND-H 155 |
| Fotos hochladen | Düne an der Voigtstraße         | Schloß Ricklingen (52° 25′ 51,6″ N, 9° 30′ 19,9″ O) |              |             | ND-H 184 |
| Fotos hochladen | Düne an der Karl-Prendel-Straße | Schloß Ricklingen (52° 25′ 42,3″ N, 9° 30′ 13,6″ O) |              |             | ND-H 185 |
| Fotos hochladen | Düne im Mittelkamp              | Schloß Ricklingen (52° 25′ 31,5″ N, 9° 32′ 0,7″ O)  |              |             | ND-H 186 |
| Fotos hochladen | Eiche in Stelingen              | Stelingen (52° 26′ 56,3″ N, 9° 37′ 33,2″ O)         |              |             | ND-H 187 |